# Mohamed Griche
Mohamed Griche (arabe : محمد قريش), né le 22 février 1952 à Mezloug (Sétif) et mort le 18 octobre 1994 à cause d'un accident de la route entre El Eulma et Sétif, est un joueur de football international algérien, qui évoluait au poste d'attaquant.

## Biographie

### Carrière en club
Il joue en faveur de l'USM Sétif  au début de sa carrière sportive, puis transféré au club de  l'ES Sétif.,il y est resté neuf ans, pendant cette période.où il a remporté la Coupe d'Algérie, avec Es Sétif en 1980.
Il a marqué plus de 100 buts avec Es Sétif  et il a été le meilleur buteur du championnat pour la saison 1975-1976 avec 21 buts.

### Carrière en sélection
Il a joué avec l'équipe militaire nationale, ainsi qu'avec l'équipe nationale, où il a remporté la médaille d'or, avec en 1975, aux jeux méditerranéens, qui se sont déroulés en Algérie.
Il reçoit cinq sélections en équipe d'Algérie entre 1972 et 1976, inscrivant un but.

## Statistiques Club
| Saison                | Club                  | Championnat           | Championnat | Championnat | Coupe(s) nationale(s) | Coupe(s) nationale(s) | Compétition(s) continentale(s) | Compétition(s) continentale(s) | Compétition(s) continentale(s) | Total | Total |
| Saison                | Club                  | Division              | M.          | B.          | M.                    | B.                    | Comp.                          | M.                             | B.                             | M.    | B.    |
| 1970-1971             | USM Sétif             | 2                     | -           | -           | -                     | -                     | -                              | -                              | -                              | 0     | 0     |
| 1971-1972             | USM Sétif             | 2                     | -           | -           | -                     | -                     | -                              | -                              | -                              | 0     | 0     |
| Sous-total            | Sous-total            | Sous-total            | -           | -           | -                     | -                     | -                              | -                              | -                              | 0     | 0     |
| 1972-1973             | ES Sétif              | 1                     | -           | 11          | -                     | -                     | -                              | -                              | -                              | 0     | 11    |
| 1973-1974             | ES Sétif              | 1                     | -           | 17          | -                     | -                     | -                              | -                              | -                              | 0     | 17    |
| 1974-1975             | ES Sétif              | 1                     | -           | 10          | -                     | -                     | -                              | -                              | -                              | 0     | 10    |
| 1975-1976             | ES Sétif              | 1                     | -           | 21          | -                     | -                     | -                              | -                              | -                              | 0     | 21    |
| 1976-1977             | ES Sétif              | 1                     | -           | 6           | -                     | -                     | -                              | -                              | -                              | 0     | 6     |
| 1977-1978             | ES Sétif              | 1                     | -           | 13          | -                     | -                     | -                              | -                              | -                              | 0     | 13    |
| 1978-1979             | ES Sétif              | 1                     | -           | 8           | -                     | -                     | -                              | -                              | -                              | 0     | 8     |
| 1979-1980             | ES Sétif              | 1                     | -           | 8           | -                     | -                     | -                              | -                              | -                              | 0     | 8     |
| 1980-1981             | ES Sétif              | 1                     | -           | 9           | -                     | -                     | -                              | 4                              | 1                              | 4     | 10    |
| 1981-1982             | ES Sétif              | 1                     | -           | 0           | -                     | -                     | -                              | -                              | -                              | 0     | 0     |
| Sous-total            | Sous-total            | Sous-total            | -           | 103         | -                     | -                     | -                              | -                              | -                              | 0     | 103   |
| Total sur la carrière | Total sur la carrière | Total sur la carrière | -           | 103         | -                     | -                     | -                              | -                              | -                              | 0     | 103   |

## Palmarès
ES Sétif
- Vainqueur de la Coupe d'Algérie 1980.

## Distinctions personnelles
- Meilleur buteur du championnat d'Algérie en 1976 21 buts, 1978 13 buts